# Éléments de mathématique
 (décembre 2022).
Si vous disposez d'ouvrages ou d'articles de référence ou si vous connaissez des sites web de qualité traitant du thème abordé ici, merci de compléter l'article en donnant les références utiles à sa vérifiabilité et en les liant à la section « Notes et références ».
Éléments de mathématique est un traité de mathématiques du groupe Nicolas Bourbaki, signé N. Bourbaki et composé de onze livres (divisés chacun en un ou plusieurs chapitres). Les premiers tomes furent publiés par les éditions Hermann à partir de 1939 d'abord sous forme de fascicules, puis dans une édition nouvelle sous forme de volumes reliés. À la suite d'un désaccord avec l'éditeur, la publication a été reprise au milieu des années 1970 par le C.C.L.S. (Centre commercial du livre scientifique), puis, dans les années 1980, par les éditions Masson. Depuis 2006, Springer Verlag réédite tous les fascicules. Les derniers volumes, Topologie algébrique, chapitres 1 à 4, Théories spectrales, chapitre 1 et 2 (nouvelle édition) et Théories spectrales, chapitres 3 à 5, sont parus en 2016, 2019 et 2023.
Le singulier « mathématique » utilisé dans le titre est un fait volontaire des auteurs, qui pensent que la discipline constitue un bloc unique, contrairement à ce que suggère son intitulé habituel. Inversement, les Éléments d'histoire des mathématiques, des mêmes auteurs, adoptent le pluriel, pour indiquer qu'avant Bourbaki, les mathématiques étaient un ensemble épars de disciplines, et que c'est la notion moderne de structure qui a permis leur unification.

## Plan du traité (parties publiées)

### Première partie:Les Structures fondamentales de l’analyse
« Dans les six premiers Livres, chaque énoncé ne fait appel qu'aux définitions et résultats exposés précédemment dans le chapitre en cours ou dans les chapitres antérieurs dans l'ordre suivant : E ; A, chapitres I à III ; TG, chapitres I à III ; A, chapitres IV et suivants ; TG, chapitres IV et suivants ; FVR ; EVT ; INT. »

- Livre I : Théorie des ensembles   (désigné par E)
  1. Description de la mathématique formelle
  2. Théorie des ensembles
  3. Ensembles ordonnés, cardinaux, nombres entiers
  4. Structures
Fascicule de résultats
- Livre II : Algèbre   (désigné par A)
  1. Structures algébriques
  2. Algèbre linéaire
  3. Algèbres tensorielles, extérieures et symétriques
  4. Polynômes et fractions rationnelles
  5. Corps commutatifs
  6. Groupes et corps ordonnés
  7. Modules sur les anneaux principaux
  8. Modules et anneaux semi-simples
  9. Formes sesquilinéaires et formes quadratiques
  10. Algèbre homologique
- Livre III : Topologie générale   (désigné par TG)
  1. Structures topologiques
  2. Structures uniformes
  3. Groupes topologiques
  4. Nombres réels
  5. Groupes à un paramètre
  6. Espaces numériques et espaces projectifs
  7. Les groupes additifs Rn
  8. Nombres complexes
  9. Utilisation des nombres réels en topologie générale
  10. Espaces fonctionnels
Fascicule de résultats
- Livre IV : Fonctions d'une variable réelle   (désigné par FVR)
  1. Dérivées
  2. Primitives et intégrales
  3. Fonctions élémentaires
  4. Équations différentielles
  5. Étude locale des fonctions
  6. Développements tayloriens généralisés,
 formule sommatoire d'Euler-Maclaurin
  7. La fonction gamma
Dictionnaire
- Livre V : Espaces vectoriels topologiques   (désigné par EVT)
  1. Espaces vectoriels topologiques sur un corps valué
  2. Ensembles convexes et espaces localement convexes
  3. Espaces d'applications linéaires continues
  4. La dualité dans les espaces vectoriels topologiques
  5. Espaces hilbertiens (théorie élémentaire)
Dictionnaire
Fascicule de résultats
- Livre VI : Intégration   (désigné par INT)
  1. Inégalités de convexité
  2. Espaces de Riesz (en)
  3. Mesures sur les espaces localement compacts
  4. Prolongement d'une mesure et espaces Lp
  5. Intégration des mesures
  6. Intégration vectorielle (en)
  7. Mesure de Haar
  8. Convolution et représentations
  9. Intégration sur les espaces topologiques séparés

### Deuxième partie
« À partir du septième Livre, le lecteur trouvera éventuellement au début de chaque Livre ou chapitre, l'indication précise des autres Livres ou chapitres utilisés (les six premiers Livres étant toujours supposés connus). »

- Algèbre commutative   (livre désigné par AC)
  1. Modules plats
  2. Localisation
  3. Graduations, filtrations et topologies
  4. Idéaux premiers associés (en) et décomposition primaire
  5. Entiers
  6. Valuations
  7. Diviseurs
  8. Dimension
  9. Anneaux locaux noethériens complets
  10. Profondeur, régularité (en), dualité (en)
- Théories spectrales   (livre désigné par TS)
  1. Algèbres normées
  2. Groupes localement compacts commutatifs (en)
  3. Opérateurs compacts et perturbations
  4. Théorie spectrale hilbertienne
  5. Représentations unitaires
- Variétés différentielles et analytiques (en)   (livre désigné par VAR)
  - Fascicule de résultats
- Topologie algébrique[2]   (livre désigné par TA)
  1. Revêtements
  2. Groupoïdes
  3. Homotopie et groupoïde de Poincaré
  4. Espaces délaçables
- Groupes et algèbres de Lie   (livre désigné par LIE)
  1. Algèbres de Lie
  2. Algèbres de Lie libres (en)
  3. Groupes de Lie
  4. Groupes de Coxeter et systèmes de Tits
  5. Groupes engendrés par des réflexions (en)
  6. Systèmes de racines
  7. Sous-algèbres de Cartan et éléments réguliers (en)
  8. Algèbres de Lie semi-simples déployées (en)
  9. Groupes de Lie réels compacts (en)

### Éléments d'histoire des mathématiques
Les Éléments d'histoire des mathématiques est un livre qui recueille dans un seul volume les notes historiques qui accompagnent les livres des Éléments de mathématique.

## Évolution du projet

### Premières publications chez Hermann
Le premier volume à être publié, en 1939 par Hermann, fut le Fascicule de résultats de la Théorie des ensembles. La publication des volumes suivants ne respecta pas l'ordre du traité. Le premier volume de Topologie générale parut en 1940, deux ans avant le premier volume d’Algèbre (en 1942) et quatorze ans avant le premier volume détaillé de la Théorie des ensembles (en 1954). Le premier volume de Espaces vectoriels topologiques parut en 1953, après le premier volume d'Intégration (1952). Les chapitres 2 et 3 de Groupes et algèbres de Lie parurent en 1972, après les chapitres 4 à 6 (en 1968).

### Changements d'éditeur
L'éditeur des Éléments de mathématiques a d'abord été Hermann (depuis les débuts de la rédaction du Traité, en 1939 jusqu'au milieu des années 1970). Le dernier volume publié par Hermann a été la nouvelle édition en un volume de Fonctions d'une variable réelle  parue en 1976,
Dans les années 1970, le groupe Bourbaki fut en conflit avec son éditeur Hermann qui avait publié sans autorisation des traductions de volumes à l'étranger. L'affaire s'acheva en 1979 par la condamnation de l'éditeur au tribunal pour non respect des droits d'auteur. Hermann fut remplacé comme éditeur par le CCLS (Centre commercial du livre scientifique) dans les années 1970, puis par Masson (de 1980 jusqu'en 2005), et enfin par Springer (depuis 2006)
Le dixième chapitre du livre d'Algèbre (Algèbre homologique) fut le premier volume publié par Masson en 1980. En 1982, parut le neuvième chapitre de Groupes et algèbres de Lie et en 1983, les chapitres 8 et 9 d' Algèbre commutative. Le dixième chapitre de l’Algèbre commutative (Profondeur, régularité , dualité) fut le dernier volume publié par Masson en 1998. La plupart des livres publiés par Hermann étaient épuisés depuis des années. L'éditeur Springer a cependant entrepris en 2006 leur réimpression. À cet effet, ont été réimprimés d'abord : Algèbre commutative, Groupes et algèbres de Lie et la Théorie des ensembles, puis tous les autres livres.

### Depuis 2010: nouvelles publications chez Springer
Une deuxième édition complètement refondue du chapitre 8 du livre d'Algèbre (Modules et anneaux semi-simples) fut publiée chez Springer en 2012. Le volume de Topologie algébrique qui parut en 2016 est le premier volume publié par Bourbaki depuis 1967 qui ouvre un « Livre » nouveau du traité. En 2019, une nouvelle édition complètement refondue des chapitres 1 et 2 du livre Théories spectrales (Algèbres normées et  Groupes localement compacts commutatifs) fut publiée, suivie, en 2023, par la parution des chapitres 3 à 5 de Théories spectrales en un volume inédit.
En 2025, les Éléments de mathématique restent inachevés.

## Détail des éditions
Figurent ci-dessous, pour chaque volume ou fascicule des Éléments de mathématique, les références de la première et de la dernière édition.
Les rapports et premières rédactions (jusqu'en 1954) sont disponibles en ligne (voir aussi ce lien).

### Première partie

#### Théorie des ensembles (1939-1970)
- Livre I, Théorie des ensembles, Paris, Hermann, 1970 (réimpr. 1998, 2006) (1re éd. 1939-1954-1956-1957), 352 p. (ISBN 978-3-540-34034-8, lire en ligne)La nouvelle édition regroupe en un volume le contenu de quatre chapitres publiés précédemment en trois fascicules, complétés par le contenu d'un fascicule de résultats publié séparément.

#### Algèbre (1942-2012)
- Livre II, Algèbre, Chapitres 1 à 3, Paris, Hermann, 1970 (réimpr. 2007) (1re éd. 1942-1947-1948), 636 p. (ISBN 978-3-540-33849-9)La nouvelle édition regroupe en un volume le contenu de trois chapitres publiés précédemment en trois fascicules.
- Livre II, Algèbre, Chapitres 4 à 7, Paris, Masson, 1981 (réimpr. 2007) (1re éd. (Hermann) 1950-1952), 422 p. (ISBN 978-3-540-34398-1)La nouvelle édition regroupe en un volume le contenu entièrement refondu de quatre chapitres publiés précédemment en deux fascicules.
- Livre II, Algèbre, Chapitre 8, Springer, 2012, 2e éd. (1re éd. (Hermann) 1958), 489 p. (ISBN 978-3-540-35315-7, lire en ligne)
- Livre II, Algèbre, Chapitre 9, Paris, Hermann, 1959 (réimpr. 1973, 2007), 205 p. (ISBN 978-3-540-35338-6)
- Livre II, Algèbre, Chapitre 10, Paris, Masson, 1980 (réimpr. 2006), 216 p. (ISBN 978-3-540-34492-6)

#### Topologie générale (1940-1974)
- Livre III, Topologie générale, Chapitres 1 à 4, Paris, Hermann, 1971 (réimpr. 1990, 2007) (1re éd. 1940-1942), 356 p. (ISBN 978-3-540-33936-6, lire en ligne)La nouvelle édition regroupe en un volume le contenu de quatre chapitres publiés précédemment en deux fascicules.
- Livre III, Topologie générale, Chapitres 5 à 10, Paris, Hermann, 1974 (réimpr. 2007) (1re éd. 1947-1948-1949), 324 p. (ISBN 978-3-540-34399-8)La nouvelle édition regroupe en un volume le contenu de six chapitres publiés précédemment en trois fascicules.
- Livre III, Topologie générale, Fascicule de résultats, Hermann, 1953 (réimpr. 1964)

#### Fonctions d'une variable réelle (1949-1976)
- Livre IV, Fonctions d'une variable réelle, Paris, Hermann, 1976 (réimpr. 2007) (1re éd. 1949-1951), 334 p. (ISBN 978-3-540-34036-2)La nouvelle édition regroupe le contenu de sept chapitres publiés précédemment en deux fascicules.

#### Espaces vectoriels topologiques (1953-1981)
- Livre V, Espaces vectoriels topologiques, Chapitres 1 à 5, Paris, Masson, 1981 (réimpr. 2007) (1re éd. (Hermann) 1953-1955), 368 p. (ISBN 978-3-540-34497-1)La nouvelle édition publiée par Masson regroupe le contenu  entièrement refondu de cinq chapitres publiés précédemment en deux fascicules.
- Livre V, Espaces vectoriels topologiques, Fascicule de résultats, Hermann, 1955 (réimpr. 1968)

#### Intégration (1952-1969)
- Livre VI, Intégration, Chapitres 1 à 4, Paris, Hermann, 1965 (réimpr. 1973, 2007), 2e éd. (1re éd. 1952), 284 p. (ISBN 978-3-540-35328-7, lire en ligne)
- Livre VI, Intégration, Chapitre 5, Paris, Hermann, 1967 (réimpr. 2007), 2e éd. (1re éd. 1956), 154 p. (ISBN 978-3-540-35333-1, lire en ligne)
- Livre VI, Intégration, Chapitre 6, Paris, Hermann, 1959 (réimpr. 1960, 1968, 2007), 106 p. (ISBN 978-3-540-35319-5)
- Livre VI, Intégration, Chapitres 7 et 8, Paris, Hermann, 1963 (réimpr. 2007), 216 p. (ISBN 978-3-540-35324-9)
- Livre VI, Intégration, Chapitre 9, Paris, Hermann, 1969 (réimpr. 2006), 134 p. (ISBN 978-3-540-34390-5)

Note : L'édition en anglais regroupe les chapitres 1 à 6 du livre d'Intégration en un unique volume et les chapitres 7 à 9 en un deuxième volume.

### Deuxième partie (depuis 1960)

#### Groupes et algèbres de Lie (1960-1982)
- Groupes et algèbres de Lie, Chapitre 1, Paris, Hermann, 1971 (réimpr. 1973, 2007), 2e éd. (1re éd. 1960), 140 p. (ISBN 978-3-540-35335-5)
- Groupes et algèbres de Lie, Chapitres 2 et 3, Paris, Hermann, 1972 (réimpr. 2006), 314 p. (ISBN 978-3-540-33940-3)
- Groupes et algèbres de Lie, Chapitres 4 à 6, Paris, Masson, 1981 (réimpr. 2007), 2e éd. (1re éd. (Hermann) 1968), 282 p. (ISBN 978-3-540-34490-2)
- Groupes et algèbres de Lie, Chapitres 7 et 8, Paris, Hermann, 1975 (réimpr. 1990, 2006), 2e éd. (1re éd. 1969), 266 p. (ISBN 978-3-540-33939-7)
- Groupes et algèbres de Lie, Chapitre 9, Paris, Masson, 1982 (réimpr. 2007), 138 p. (ISBN 978-3-540-34392-9, lire en ligne)

Note : L'édition en anglais regroupe les chapitres 1 à 3 du livre Groupes et algèbres de Lie en un seul volume et les chapitres 7 à 9 en un autre volume.

#### Algèbre commutative (1961-1998)
- Algèbre commutative, Chapitres 1 à 4, Berlin, Paris, 1985 (réimpr. 2006) (1re éd. (Hermann) 1961), 356 p. (ISBN 978-3-540-33937-3)L'édition publiée par Masson regroupe le contenu de quatre chapitres publiés précédemment en deux fascicules par Hermann.
- Algèbre commutative, Chapitres 5 à 7, Paris, Masson, 1985 (réimpr. 2006) (1re éd. (Hermann) 1964-1965), 351 p. (ISBN 978-3-540-33941-0)L'édition publiée par Masson regroupe le contenu de trois chapitres publiés précédemment en deux fascicules par Hermann.
- Algèbre commutative, Chapitres 8 et 9, Paris, Masson, 1983 (réimpr. 2006), 308 p. (ISBN 978-3-540-33942-7)
- Algèbre commutative, Chapitre 10, Paris, Masson, 1998 (réimpr. 2007), 187 p. (ISBN 978-3-540-34394-3)

Note : L'édition en anglais regroupe les chapitres 1 à 7 du livre d'Algèbre commutative en un seul volume.

#### Théories spectrales (1967-2023)
- Théories spectrales, Chapitres 1 et 2, Springer, 2019, 2e éd. (1re éd. (Hermann) 1967), 336 p. (ISBN 978-3-030-14064-9, lire en ligne)
- Théories spectrales, Chapitres 3 à 5, Springer, 2023, 574 p. (ISBN 3031195043)

#### Variétés différentielles et analytiques (1967-1971)
- Variétés différentielles et analytiques, Fascicule de résultats, Paris, CCLS, 1982 (réimpr. 1998, 2007) (1re éd. (Hermann) 1967-1971), 196 p. (ISBN 978-3-540-34396-7, lire en ligne)L'édition publiée par le CCLS regroupe le contenu de quinze « paragraphes » publiés précédemment en deux fascicules par Hermann.

#### Topologie algébrique (2016)
- Topologie algébrique, chapitres 1 à 4, Springer, 2016, 516 p. (ISBN 978-3-662-49361-8, présentation en ligne)

### Éléments d'histoire des mathématiques(1960-1974)
- Éléments d'histoire des mathématiques, Hermann, 1974 (réimpr. 1984, 2007), 3e éd. (1re éd. 1960), 376 p. (ISBN 978-3-540-33938-0, présentation en ligne)